# محسن الدحيلب
محسن حسين الدحيلب (من مواليد 1 ماي 1994)، رياضي سعودي في رفع الأثقال، يُنافس في وزن 69 كلغ. احتل المركز السادس عشر في الألعاب الأولمبية الصيفية 2016 في ريو دي جانيرو، كما احتل المركز الرابع في منافسات المجموعة الثانية بوزن 69 كغم في دورة الألعاب الآسيوية 2018 التي احتضنتها عاصمة إندونيسيا جاكرتا.
وقد نافس الدحيلب أيضًا في الوزن نفسه في بطولة العالم لرفع الأثقال 2014 و2015.

## النتائج
| السنة        | المكان                   | الوزن        | الخطف        | الخطف        | الخطف        | الخطف        | النتر        | النتر        | النتر        | النتر        | المجموع      | الرتبة       |
| السنة        | المكان                   | الوزن        | 1            | 2            | 3            | الرتبة       | 1            | 2            | 3            | الرتبة       | المجموع      | الرتبة       |
| بطولة العالم | بطولة العالم             | بطولة العالم | بطولة العالم | بطولة العالم | بطولة العالم | بطولة العالم | بطولة العالم | بطولة العالم | بطولة العالم | بطولة العالم | بطولة العالم | بطولة العالم |
| ------------ | ------------------------ | ------------ | ------------ | ------------ | ------------ | ------------ | ------------ | ------------ | ------------ | ------------ | ------------ | ------------ |
| 2015         | هيوستن، الولايات المتحدة | 69 كلغ       | 130          | 134          | 136          | 26           | 160          | 168          | 169          | 22           | 305          | 22           |
| 2014         | ألماتي، كازاخستان        | 69 كلغ       | 126          | 130          | 130          | 31           | 152          | 152          | 152          | ---          | 0            | ---          |

## روابط خارجية
- محسن الدحيلب على موقع الاتحاد الدولي (الإنجليزية)
- محسن الدحيلب على موقع أوليمبيديا (الإنجليزية)